# Олександр Де
Олександер Де, справжнє прізвище Барчук Олександр Іванович (нар. 5 червня 1925, с. Заячківка Христинівського району Черкаської області пом. 5 липня 1998 в Києві, Лондон похований у с. Коржовий Кут біля могили метері);— український поет, драматург, видавець, підприємець.
Олександер Барчук народився 5 червня 1925 року у селі Заячківці Христинівського району Черкаської області. У роки Другої світової війни вивезено як «остарбайтера» на роботи до Німеччини. У повоєнний період працював на німецьких заводах та навчався в Українському Вільному Університеті в Мюнхені. 1948 року переїхав до Англії, закінчив Лондонську школу драматичного мистецтва та школу журналістики. Організував власну торгову компанію, якою керував понад 25 років. У 1975 році покинув комерційну діяльність, присвятивши себе літературній творчості і роботі на фермі.

## Творчість
Перша збірка поезій «Пісня серця» вийшла у 1964 році. Після чого були видані поетичні збірки «Живі легенди», «Хвотій, або Наш Фауст», «Учитель» (1970), «Вогонь Трояндний» (1970), «Пророк» (1972), «Роздуми» (1967), «Вагомість весни» (1976), збірки оповідань «Під чужим небом», «У двох кольорах» (1973), драма «Персона нон грата» тощо. Писав прозу українською та англійською мовами. Написав повість «Червона рута», присвячену В.Івасюк, роман «Діти степу».
В 1991 році Олександер Де побував в Україні. До річниці незалежності України підготував драму «Коли птахи повертаються з вирію». Помер у 1999 році від тяжкої хвороби. Поховано у селі Коржовий Кут.

## Видання
- Де О. Пісня серця: Поезії. — Лондон: Накладом видавництва «Чайка». — 1964. — 144 с.
- Де О. Живі легенди. — Лондон: Накладом видавництва «Чайка». —1965. — 144 с.
- Де О. Під чужим небом. — Лондон: Накладом видавництва «Чайка». — 1966. — 214 с.
- Де. О. Роздуми. — Лондон: Накладом видавництва «Чайка». — 1967. — 97 с.
- Де О. Хвотій або наш Фауст. — Лондон: Чайка, 1968. — 164 с.
- Де О. Вогонь трояндний. — Лондон : Чайка, 1970. — 112 с.
- Де О. Учитель. — Лондон : Чайка, 1970. — 106 с.
- Де О. Пророк. — Лондон: Накладом видавництва «Чайка». — 1972. — 120 с.
- Де О. Калиновий вітраж //Дзвін. — 1991. — № 4. — С. 6-10.
- Де О. Стежками долі і весни // Дзвін. — 1995. — № 7- 8. — С. 17-19.